# San Giorgio (Cesena)
San Giorgio (San Zorz in romagnolo), è una frazione di circa 2 000 abitanti del comune di Cesena. È sede della circoscrizione comunale n.10 Cervese nord.

## Geografia fisica
San Giorgio è limitrofo ai paesi Bagnile, Ronta, Pioppa, Calabrina e Villa Calabra, tutte frazioni del Comune di Cesena. Si trova all'interno della più ampia area di centuriazione romana ancora conservata. Presso la sede del quartiere si trova anche un Museo della centuriazione.

## Storia
L'origine del paese è incerta, ma la testimonianza del reticolato di centuriazione e la scoperta, con recenti scavi, di alcuni reperti archeologici (oggi disseminati in vari musei locali), inducono a pensare alla fondazione di un centro agricolo già in epoca romana. 
Si è certi che in epoca rinascimentale nel centro del paese fu edificato un castello fortificato dalla famiglia Malatesta, da sempre dedita al mestiere delle armi, che quindi lo intitolò a San Giorgio. Già nel 1883, l'ex prefetto Bonafede Montanari riporta che "del castello non resta che la torre", abbattuta nel 1944 durante la seconda guerra mondiale. Della chiesa, anch'essa quattrocentesca, non rimane più traccia: il campanile infatti, che fu fatto esplodere dagli alleati perché convinti che contenesse materiale bellico tedesco, franò sulla chiesa distruggendola.
Negli anni a venire la chiesa fu ricostruita, così come la scuola, in una struttura più accogliente: come memoria storica non restano che poche tracce conservate presso la Biblioteca Malatestiana.
In anni recenti si è provveduto alla costruzione della scuola secondaria di primo grado, lasciando liberi gli ex spazi della parrocchia, ed è stata ristrutturata la scuola elementare "Edmondo De Amicis".

## Economia
La frazione è situata al centro di una vasta area agricola che costituisce la principale attività economica. È presente una sede del Consorzio agrario.